# Hypericum glandulosum
Hypericum glandulosum är en johannesörtsväxtart som beskrevs av Jonas Dryander och William Aiton. Hypericum glandulosum ingår i släktet johannesörter, och familjen johannesörtsväxter. Inga underarter finns listade i Catalogue of Life.